# Алекса Вега
Алекса Еллес Вега (англ. Alexa Ellesse Vega, після шлюбу Пенавега (англ. PenaVega); нар. 27 серпня 1988, м. Маямі, Флорида, США) — американська акторка та співачка.

## Біографія
Алекса Вега народилася 1988 року в Маямі, штат Флорида, США. Її мати Джина Рю — фотомодель, розлучилася з батьком-колумбійцем і ростила дітей із вітчимом. Алекса старша з сімох дітей в родині. Одна із сестер, Макензі — теж акторка («Пила: Гра на виживання», «Місто гріхів»), також є сестри Марго, Кризія, Грейлін, брати Круз та Джет. У 1990 році Алекса разом з родиною переїхала до Лос-Анджелеса в Каліфорнії. Є християнкоюю.
У 2010—2012 роках Алекса одружилася з кінопродюсером Шоном Ковелом.
З 4 січня 2014 року одружена з актором Карлосом Піною, з яким зустрічалася рік до того. Пара об'єднали свої прізвища в Пенавега. Народила синів Оушена Кінга Пенавега (нар. 7 грудня 2016), Кінгстона Джеймса Пенавега (30 червня 2019) та доньку Ріо Рей Пенавега (7 травня 2021).

## Кар'єра
Алекса вперше знялася у кіно у 6-річному віці у спортивному фільмі « Маленькі велетні» в 1994 році, втіливши доньку персонажа Еда О'Нілла. У 1990-ті роки Вега знялася в епізодичних ролях у ряді телесеріалів і фільмів, таких як «Швидка допомога» та «Все це», «Дев'ять місяців», «Смерч» та інші.

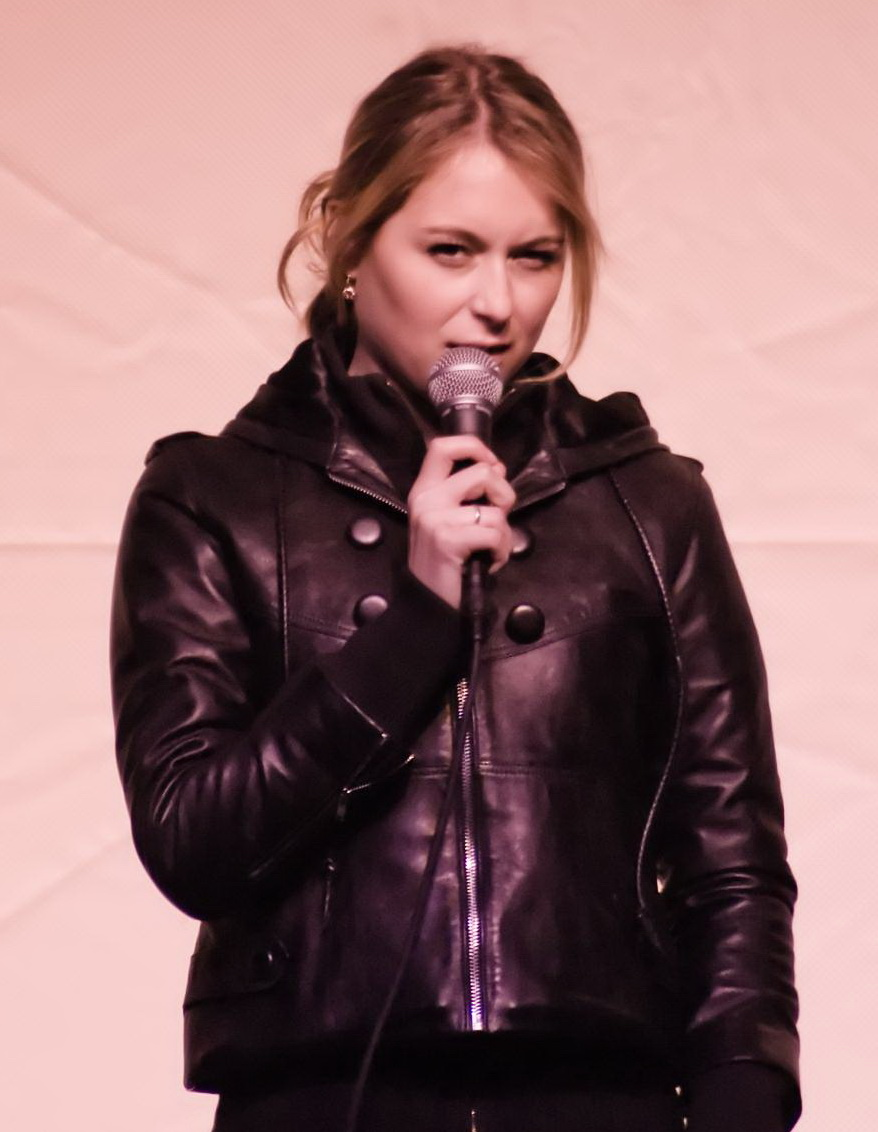
Вега виступає під час Репо! Дорожня екскурсія в 2009 році

Першою великою роллю Веги стала Кармен Кортес у фантастичній тетралогії Роберта Родрігеса «Діти шпигунів». Фільм став блокбастером і одразу приніс акторці широку популярність. Вега знялася у всіх чотирьох фільмах серії, вона виконувала всі трюки сама без участі каскадерів і сама записала кілька пісень для фільму. З того часу Вега стала професійною співачкою. У 2007 році вона дебютувала на сцені в бродвейському мюзиклі «Лак для волосся», виконавши роль Пенні Пінглтон.
На відміну від багатьох акторів-дітей, чия кар'єра перервалася у дорослому віці, Вега продовжила активно зніматися у фільмах та мюзиклах. Одну з найяскравіших своїх ролей вона виконала у 2008 році у фантастичному кіно-мюзиклі «Ріпо! Генетична опера», втіливши головну героїню Шайло, у тому числі її вокальні партії.
У 2012 році вийшов новий мюзикл з Вегою, «Диявольський карнавал», а також фільм «Проєкт „Вагітність“», в якому вона виконала головну роль 17-річної Габі Родрігес, яка прикинулася вагітною для свого шкільного проєкту про ставлення громадськості до вагітних підлітків. Фільм Веги «Шахта», знятий у 2010 році, отримав обмежений прокат / показ. Вега також озвучила Крістіну в мультсеріалі «Без нагляду» та зіграла гостьову роль у телесеріалі «Дорогий доктор». Вега зіграла юну героїню в кліпі гурту Aerosmith «Legendary Child».
У 2013 та 2014 роках Вега з'явилася у фільмах 23 Blast, Machete Kills, Bounty Killer, Wicked Blood, The Remaining і The Hunters. Вона зіграла гостьову роль у фіналі серіалу Big Time Rush «Big Time Dreams» (камео). У 2015 році Вега з'явилася в Do You Believe? як Лейсі.
У 2016 році Вега почала зніматися в серії Hallmark, створених для телевізійних фільмів, таких як Ms. Matched, Destination Wedding і Christmas Made to Order. У 2019 році вона почала зніматися в серіалі Hallmark Movies & Mysteries Picture Perfect Mysteries..

## Визнання
У 2003 році журнал Vanity Fair назвав Алексу Вега однією з найсексуальніших молодих акторок.

## Фільмографія
| Рік       |    | Українська назва                                 | Оригінальна назва                     | Роль                  |
| --------- | -- | ------------------------------------------------ | ------------------------------------- | --------------------- |
| 1994      | ф  | Маленькі велетні                                 | Little Giants                         | Прісцілла О'Ші        |
| 1996      | ф  | Смерч                                            | Twister                               | Джо Хардінг у 6 років |
| 1998      | ф  | Денніс-мучитель 2                                | Dennis the Menace Strikes Again!      | Джина                 |
| 1999      | ф  | У безодні океану                                 | The Deep End of the Ocean             | Керрі Каппадора       |
| 2001      | ф  | Діти шпигунів                                    | Spy Kids                              | Кармен Кортес         |
| 2002      | ф  | Діти шпигунів 2                                  | Spy Kids 2                            | Кармен Кортес         |
| 2003      | ф  | Діти шпигунів-3D: Кінець гри                     | Spy Kids 3: Game Over                 | Кармен Кортес         |
| 2004      | ф  | Нічна тусовка                                    | Sleepover                             | Джулі Корки           |
| 2005      | ф  | Рідкісна жінка                                   | Odd Girl Out                          | Ванесса Снайдер       |
| 2006      | ф  | Свідок звинувачення                              | State's Evidence                      | Сенді                 |
| 2006      | ф  | Страйк                                           | Walkout                               | Паула Хризостомо      |
| 2007      | ф  | Приголомшення                                    | Remember the Daze                     | Холлі                 |
| 2008      | ф  | Ріпо! Генетична опера                            | Repo! The Genetic Opera               | Шайло Воллес          |
| 2009      | ф  | Невинність                                       | Innocent                              | Ешлі                  |
| 2009      | ф  | Брокен Гілл                                      | Broken Hill                           | Кет Роджерс           |
| 2009      | с  | Бує і гірше                                      | The middle                            | Морган Едвардс        |
| 2010      | ф  | День матері                                      | Mother's Day                          | Дженна Лютер          |
| 2011      | ф  | Діти шпигунів 4D                                 | Spy Kids 4: All the Time in the World | Кармен Кортес         |
| 2011      | ф  | Prada і почуття                                  | From Prada to Nada                    | Мері Домінгес         |
| 2011      | ф  | Кафе                                             | Cafe                                  | Саллі                 |
| 2012      | ф  | Диявольський карнавал                            | The Devil's Carnival                  | Вік                   |
| 2012      | тф | Проєкт «Вагітність»                              | The Pregnancy Project                 | Габі Родрігес         |
| 2013      | с  | Біг Тайм Раш                                     | Big Time Rush                         | камео]                |
| 2013      | ф  | Занедбана шахта                                  | Abandoned Mine                        | Шерон                 |
| 2013      | ф  | Мачете вбиває                                    | Machete Kills                         | Кіллджой              |
| 2013      | ф  | Мисливці                                         | The Hunters                           | Ділан Савіні          |
| 2014      | с  | Люди майбутнього                                 | The Tomorrow People                   | Хілларі Коул          |
| 2014      | ф  | Залишився                                        | The Remaining                         | Скайлер               |
| 2014      | ф  | Місто гріхів 2: Жінка, заради якої варто вбивати | Sin City: A Dame to Kill For          | Гилда                 |
| 2015      | с  | Менталіст                                        | The Mentalist                         | Лілі Стопард          |
| 2015      | ф  |                                                  | Spare Parts                           | Карла                 |
| 2015      | ф  | Ти віриш?                                        | Do You Believe?                       | Лейсі                 |
| 2015      | ф  |                                                  | Roommate Wanted                       | Джені                 |
| 2015      | ф  | Піксі                                            | Pixies                                | Мішель Мейерс (голос) |
| 2015      | ф  | Угода про вбивство                               | The Murder Pact                       | Каміла                |
| 2018      | ф  |                                                  | Sleep Away                            | Ізабелла              |
| 2019—2020 | с  | —                                                | Picture Perfect Mysteries             | Еллі Адамс            |
| 2019—2022 | с  | Касаґрандес                                      | The Casagrandes                       | Карлота Касаґрандес   |
| 2020      | ф  | Могутній дуб                                     | Mighty Oak                            | Валері Скоггінс       |
| 2020      | с  |                                                  | Blue's Clues & You!                   | камео                 |
| 2021      | ф  | Постріл у кохання                                | Taking A Shot At Love                 | Дженна                |
| 2022      | ф  | Кохання в центрі уваги                           | Love in the Limelight                 | Саммер Рівера         |